# Trykkompagniet
Trykkompagniet A/S var en dansk virksomhed, der primært trykte aviser i rotationstryk. Selskabet beskæftigede 231 ansatte og omsatte for 380 mio. kr. (2007).
Selskabet blev etableret med udgangen af 2002 og ejedes ligeligt af Berlingske Media og JP/Politikens Hus – præcis som Bladkompagniet. Selskabet begyndte akvititerne i juli 2004 og var landets største dagbladstrykkeri. Trykkompagniets faciliteter var placeret på Avedøre Holme. Selskabet blev nedlagt sidst i 2008, men en del af aktiviteterne blev fortsat af Berlingske Media under navnet Berlingske Avistryk.

## Reference
1. ↑  Efter 273 år er Berlingske uden eget trykkeri: Trykkompagniet lukker

Arkiveret 13. december 2008 hos  Wayback Machine
|  | Denne artikel kan blive bedre, hvis der indsættes geografiske koordinater Denne artikel omhandler et emne, som har en geografisk lokation. Du kan hjælpe ved at indsætte koordinater i wikidata. |